# Kayalıpınar, Yıldızeli
Kayalıpınar là một xã thuộc huyện Yıldızeli, tỉnh Sivas, Thổ Nhĩ Kỳ. Dân số thời điểm năm 2011 là 52 người.